# District de Broons
Le district de Broons est une ancienne division territoriale française du département des Côtes-du-Nord de 1790 à 1795.
Il était composé des cantons de Broons, Caulnes, le Gourray, Langourla, Merdrignac, Plénée, Plumaugat et Trémorel.